# Deal Island
Deal Island est une île granitique, d'une superficie de 1 576,75 ha, située au sud-est de l'Australie.
C'est la plus grande île de l'archipel Kent, en Tasmanie, s'étendant au nord du détroit de Bass entre l'archipel Furneaux et la péninsule de Wilson, dans l'État de Victoria. 
Elle fait partie du Parc national de l'archipel Kent, un parc national au nord de la Tasmanie, classé en 2002 et étendu en 2004 afin d'inclure les eaux territoriales des trois îles principales de l'archipel Kent.